# Visiocasque
Pour les articles homonymes, voir HMD.
Un visiocasque est un dispositif d'affichage, porté sur la tête ou dans un casque, qui a un petit écran d'affichage en face d'un œil (visiocasque monoculaire) ou de chaque œil (visiocasque binoculaire).
Le visiocasque est parfois appelé casque de visualisation, casque immersif, casque-écran ou casque HMD (où HMD signifie head-mounted display), voire simplement « casque ».
Les écrans d'affichage sont miniaturisés et peuvent être des écrans cathodiques (CRT), des écrans à cristaux liquides (LCD), des écrans à cristaux liquides sur silicium (LCoS) ou des écrans à diodes électroluminescentes organiques (OLED). Certains fournisseurs utilisent de multiples micro-écrans pour augmenter la résolution et le champ de vision.

## Types
Les visiocasques et casques de réalité virtuelle peuvent être réalisés à partir d'un smartphone en carton ou en plastique.
Parmi ces différents modèles, certains peuvent uniquement afficher des images générées par ordinateur alors que d'autres peuvent afficher des images du monde réel ou une combinaison d'images du monde réel et d'images générées par ordinateur.
La plupart des visiocasques ne peuvent afficher que des images générées par ordinateur, ces images sont parfois appelées des images virtuelles.
Certains visiocasques permettent de superposer une image générée par ordinateur sur une vision du monde réel. Le résultat est parfois appelé la réalité augmentée ou réalité mixte. Les visiocasques qui ont cette capacité sont appelés visiocasques optiques (en) La combinaison d'une vue du monde réel et d'une image générée par ordinateur peut être effectuée en projetant l'image générée par ordinateur sur un miroir partiellement transparent qui laisse aussi voir le monde réel par transparence. Cette méthode est souvent appelée optical see-through. La combinaison des deux mondes peut également être effectuée par voie électronique en enregistrant le monde réel au moyen d'une caméra numérique et en y mélangeant électroniquement des images générées par ordinateur. Cette méthode est souvent appelée Video See-Through.
Il existe différents systèmes :

### Visiocasques 2D
Ces casques permettent de regarder des films et sont dépourvus de capteurs (mais peuvent parfois en être équipés).

### Visiocasques 3D
Ces casques permettent de regarder des films en 3D ou de jouer à des jeux en stéréoscopie et sont dépourvus de capteurs (mais peuvent parfois en être équipés).
Exemples :
- Virtual Boy, un casque sorti en 1995 et conçu par Nintendo
- Sony HMZ-T1 (en), HMZ-T2 et HMZ-T3W

### Casques de réalité augmentée
Exemples :
- Microsoft Hololens, le casque de réalité augmentée de Microsoft
- Totem, casque de réalité virtuelle et augmentée conçu par VRVana, une entreprise de Montréal (au Canada)

### Casques de réalité virtuelle
Ils comprennent un visiocasque 3D et des capteurs de position de la tête voire également du corps ;

## Options et paramètres
Possibilité d'afficher des images stéréoscopiques
Un visiocasque binoculaire peut afficher une image différente devant chaque œil. Cela permet d'afficher des images stéréoscopiques, c'est-à-dire des images qui représentent une réalité en trois dimensions. Il convient de garder à l'esprit que ce qu'on appelle l'infini optique se trouve à environ 9 mètres. Étant donné la faible distance entre les pupilles (environ 6 cm), le cerveau ne peut distinguer l'angle fait par un objet à 9 mètres de l'angle fait par un autre objet à 100 mètres. Il n'est donc pas utile de générer deux images différentes pour les objets situés à plus de 9 mètres. Par contre, pour les objets situés à moins de 9 mètres, le cerveau peut percevoir une différence dans l'angle des objets et en déduire la distance. Pour ces objets, il devient donc intéressant de payer le prix de générer deux images de synthèse différentes pour permettre à l'œil de percevoir la distance des objets.
Écart pupillaire
C'est la distance entre les deux yeux, mesurée au niveau des pupilles. Les visiocasques comme les jumelles, doivent permettre un bon ajustement pour tenir compte de la distance interpupillaire de l'utilisateur.
Champ de vision
Les êtres humains ont un champ de vision de 180°, mais la plupart des visiocasques offrent un champ de vision beaucoup plus réduit. Typiquement, un plus grand champ de vision donne un plus grand sentiment d'immersion et offre une meilleure compréhension de l'environnement. La plupart des gens n'ont pas une bonne idée de ce signifie une valeur de champ de vision (par exemple, ils ne savent pas ce que représente un champ de vision de 25°). Pour pallier ce problème, les fabricants expriment souvent le champ de vision en le comparant à un écran d'ordinateur parce que les gens ont une bonne idée du champ de vision occupé par leur écran. Les visiocasques pour consommateurs offrent en 2019 un champ de vision allant jusqu'à 110° selon les fabricants de certains casques de réalité virtuelle alors que les visiocasques professionnels offrent un champ de vision de 60° à 150°.
Résolution
Les visiocasques mentionnent généralement soit le nombre total de pixels de l'écran ou le nombre de pixels par degré. Le nombre total de pixels (par exemple, 1600 × 1200 pixels par œil) est une mesure empruntée des spécifications des écrans d'ordinateur. La densité de pixels, généralement indiquée en pixels par degré ou en minutes d'arc par pixel, est la méthode également utilisée pour déterminer la précision d'un visiocasque. 60 pixels par degré (soit 1 minute d'arc par pixel) est la résolution maximale perceptible par l'œil humain, c'est-à-dire qu'une résolution plus grande ne sera pas perçue par des personnes ayant une vision normale. Les visiocasques offrent généralement une résolution de 10 à 20 px/°. Les progrès des micro-écrans permettent aujourd'hui d'augmenter cette précision.
Chevauchement binoculaire
C'est la mesure du champ visuel qui est vu par les deux yeux. Le chevauchement binoculaire est ce qui permet de voir en stéréoscopie, c'est ce qui permet de détecter les objets qui se trouvent à proximité et ceux qui sont loin. Les humains ont un chevauchement d'environ 100° (50° à gauche du nez et 50° à droite). Plus le chevauchement binoculaire est grand, plus le sens de stéréo est élevé. Le chevauchement est indiqué en degrés (par exemple 74°) ou en pourcentage du champ visuel de chaque œil qui est visible à l'autre œil.
Mise au point distante (collimation)
Des techniques optiques permettent de présenter les images avec une mise au point distante, ce qui améliore le réalisme des images qui dans le monde réel seraient éloignées.
Système d'exploitation embarqué
Certains fournisseurs offrent des visiocasques avec des systèmes d'exploitation embarqués (comme Android). Cela permet l'exécution locale des applications et élimine le besoin de rattacher le visiocasque à un dispositif externe pour générer la vidéo. Ces visiocasques sont parfois appelés lunettes intelligentes.

## Perception de la profondeur (3D)
La perception de la profondeur dans un visiocasque nécessite la présentation de différentes images aux deux yeux. Il existe plusieurs façons de fournir ces différentes images :
- utilisation de deux entrées vidéos, fournissant ainsi un signal vidéo à chaque œil ;
- utilisation du multiplexage dans le temps, par exemple en combinant deux signaux vidéo en un seul signal en alternant les images gauches et droites dans des trames successives ;
- utilisation du multiplexage côte à côte ou de haut en bas, en allouant la moitié d'une trame pour l'œil gauche et l'autre moitié pour l'œil droit.

L'avantage de systèmes à deux entrées vidéo est qu'il fournit la résolution maximale pour chaque image et la fréquence d'image maximale pour chaque œil. L'inconvénient est qu'il nécessite des sorties et des câbles vidéos séparés dans le dispositif générant les images.
Le multiplexage dans le temps préserve la pleine résolution pour chaque image, mais réduit de moitié la vitesse de défilement des images. Par exemple, si le signal est présenté à 60 fois par seconde, chaque œil reçoit une nouvelle image 30 fois par seconde. Cela dégradera les images d'un mouvement rapide, situation fréquente dans les sports.
Le multiplexage côte à côte ou de haut en bas préserve la vitesse de défilement des images à chaque œil, mais réduit la définition des images. De nombreux diffuseurs en 3D, comme le réseau de sport ESPN, ont choisi le multiplexage côte à côte pour réduire l'utilisation de la bande passante supplémentaire et parce que cette technique est plus appropriée aux images rapides qui sont fréquentes dans les émissions sportives.
Certains lecteurs vidéo 3D permettent une compatibilité maximale avec les différents modèles de visiocasques en fournissant à l'utilisateur le format dans lequel seront codées les images envoyées au visiocasque.
Tous les visiocasques ne fournissent pas la perception de la profondeur. Certains modèles bas de gamme (les visiocasques 2D) sont essentiellement des dispositifs binoculaires où la même image est présentée aux deux yeux.

## Usages, confort et santé
L'usage des visiocasques peut créer divers problèmes de confort et de santé principalement à cause :
- des incohérences sensori-motrices (comme un temps de latence trop élevé entre les actions de l'utilisateur et les effets qu'elles produisent sur l'environnement virtuel) ;
- une activité psychologique du sujet perturbée dans l'environnement virtuel ;
- un mauvais interfaçage entre le système visuel et le visiocasque (mauvais positionnement, réglages inadaptés à l'utilisateur, etc.).